# Guerra de Cenepa
A Guerra de Cenepa ou Guerra de Tiwinza foi um conflito armado que opôs as forças armadas do Peru e do Equador que lutaram pelo controle de uma área disputada na fronteira entre os dois países durante os meses de janeiro e fevereiro de 1995; nunca houve uma declaração formal de guerra entre os dois países, nem se difundiu através das fronteiras. As operações militares ocorreram em território que até então não havia sido definido, correspondente a bacia do Rio Cenepa, que é uma zona de floresta alta de difícil acesso, onde os fatores climáticos e logísticos dificultaram os movimentos militares.
Ambos os lados reivindicam vitória. O conflito foi resolvido com o apoio da Argentina, Chile, Brasil e EUA ( países avalistas do Protocolo de Paz, Amizade e Limites do Rio de Janeiro em 29 de janeiro de 1942), e sob a sua tutela foi concluído o processo de demarcação, estabelecendo a fronteira entre partes pendentes. Dentro das diretrizes estabelecidas pelo Protocolo do Rio de Janeiro, sob a arbitragem de Braz Dias de Aguiar.
Pelo Ato de Brasília, tanto o Peru como o Equador, aceitaram a demarcação da fronteira, um trecho de 78 quilômetros, de acordo com um parecer dos avalistas do Protocolo do Rio de Janeiro. O mesmo que foi acordado anteriormente, e mais tarde ratificado pelos congressos dos dois países.
Assim, a fronteira foi estabelecida sobre as cimeiras da Cordilheira de Cóndor, dando ao Peru a área disputada (incluindo Tiwinza), enquanto o Peru cedeu ao  Equador à propriedade, mas não a soberania, de um quilômetro quadrado onde se encontra Tiwinza (onde 14 soldados equatorianos estão enterrados ). Também assinaram acordos sobre comércio e navegação, de integração fronteiriça e de instalação de uma comissão bilateral sobre Medidas de Fortalecimento da Confiança Mutua  e Segurança.